# Dendrobium smillieae
Coelandria smillieae là một loài thực vật có hoa trong họ Lan. Loài này được F.Muell. mô tả khoa học đầu tiên năm 1868.

## Hình ảnh

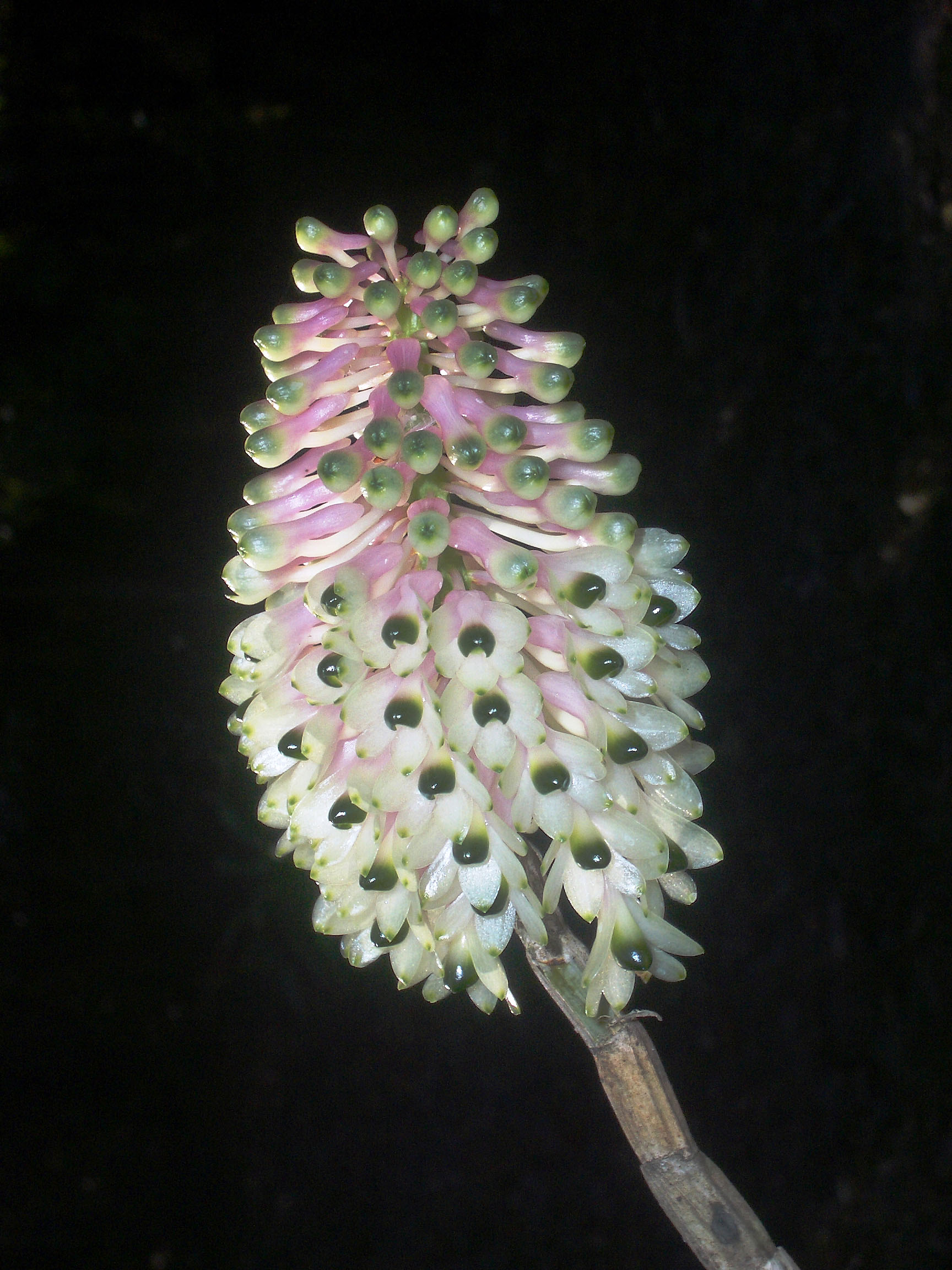
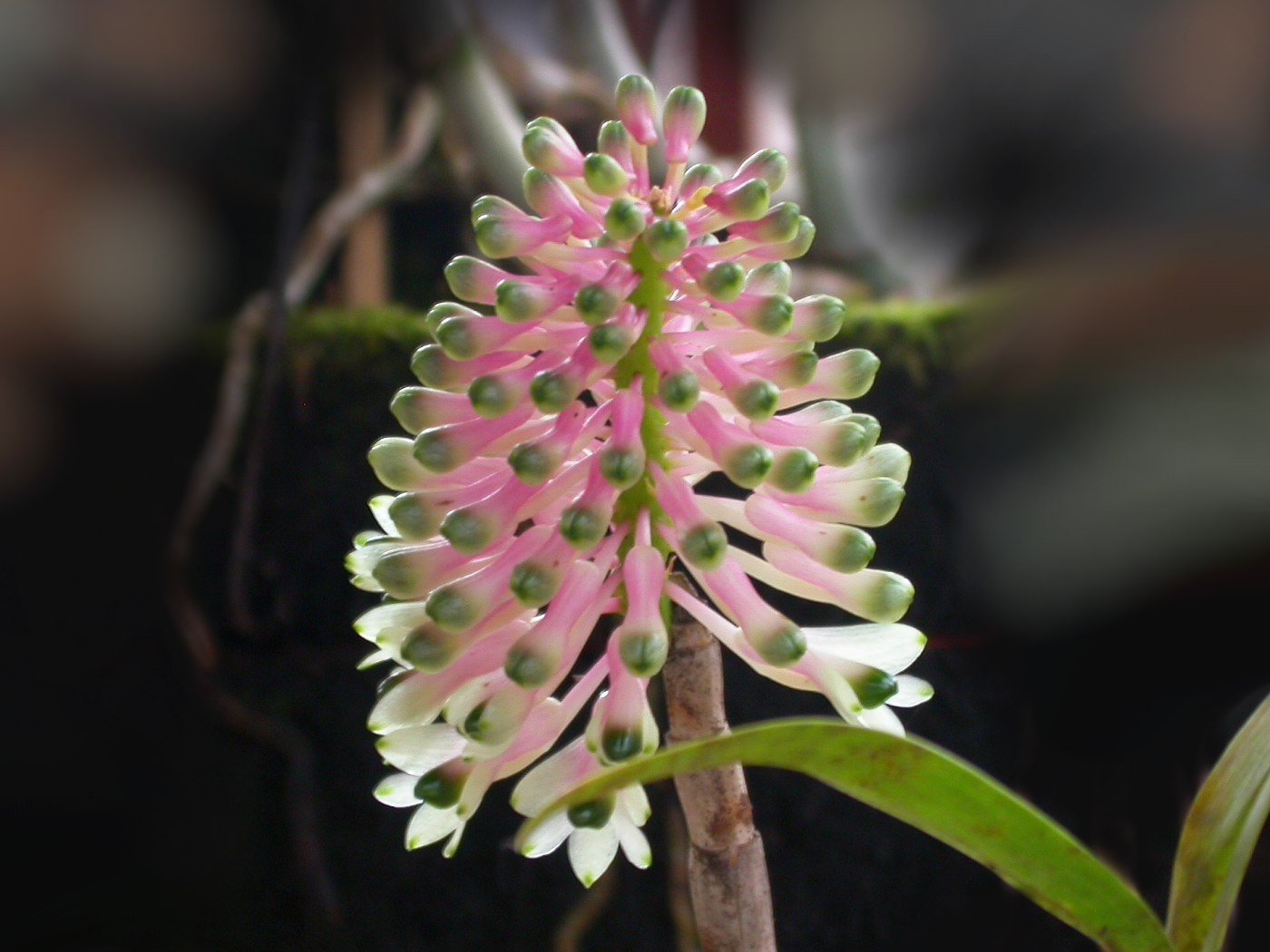
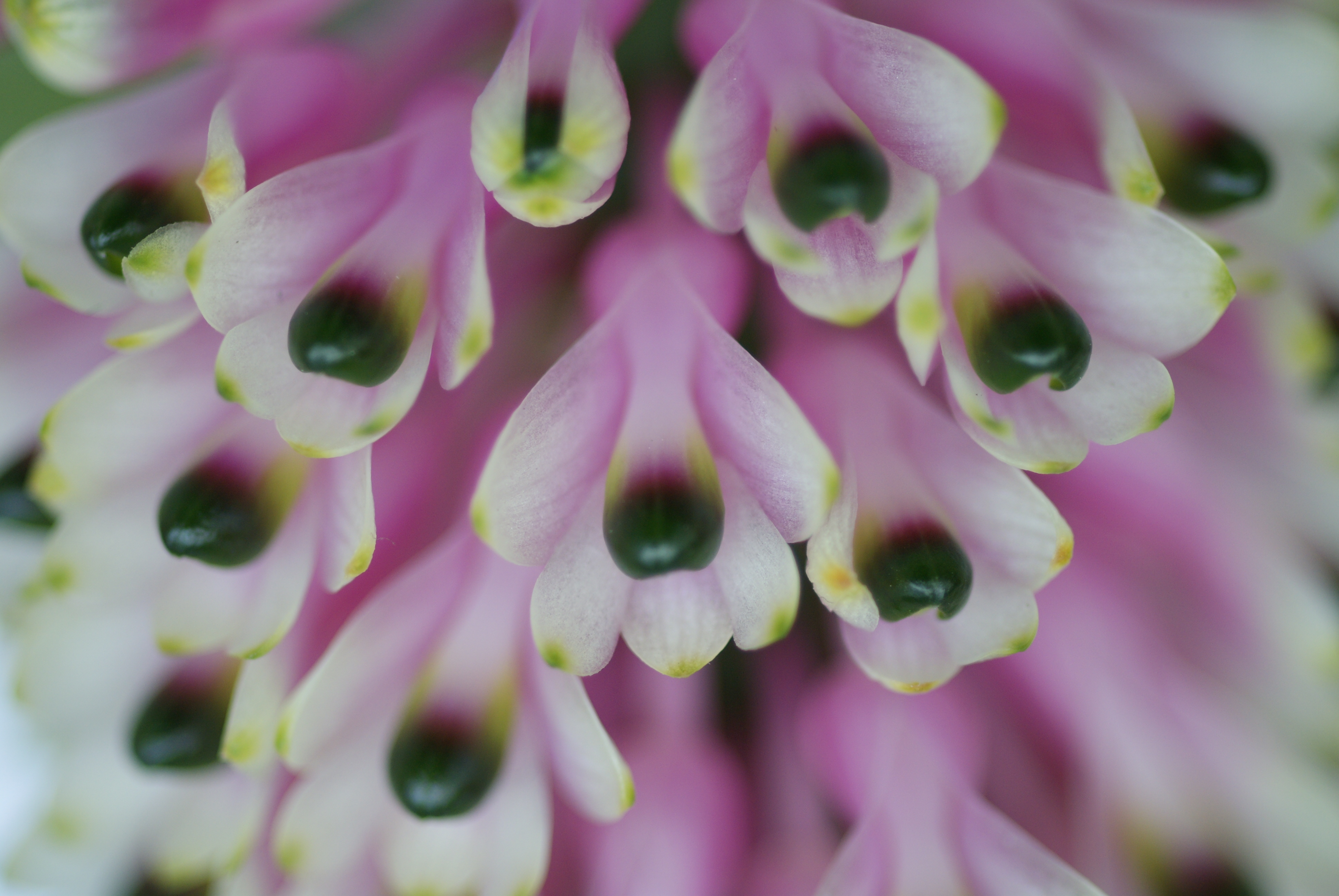
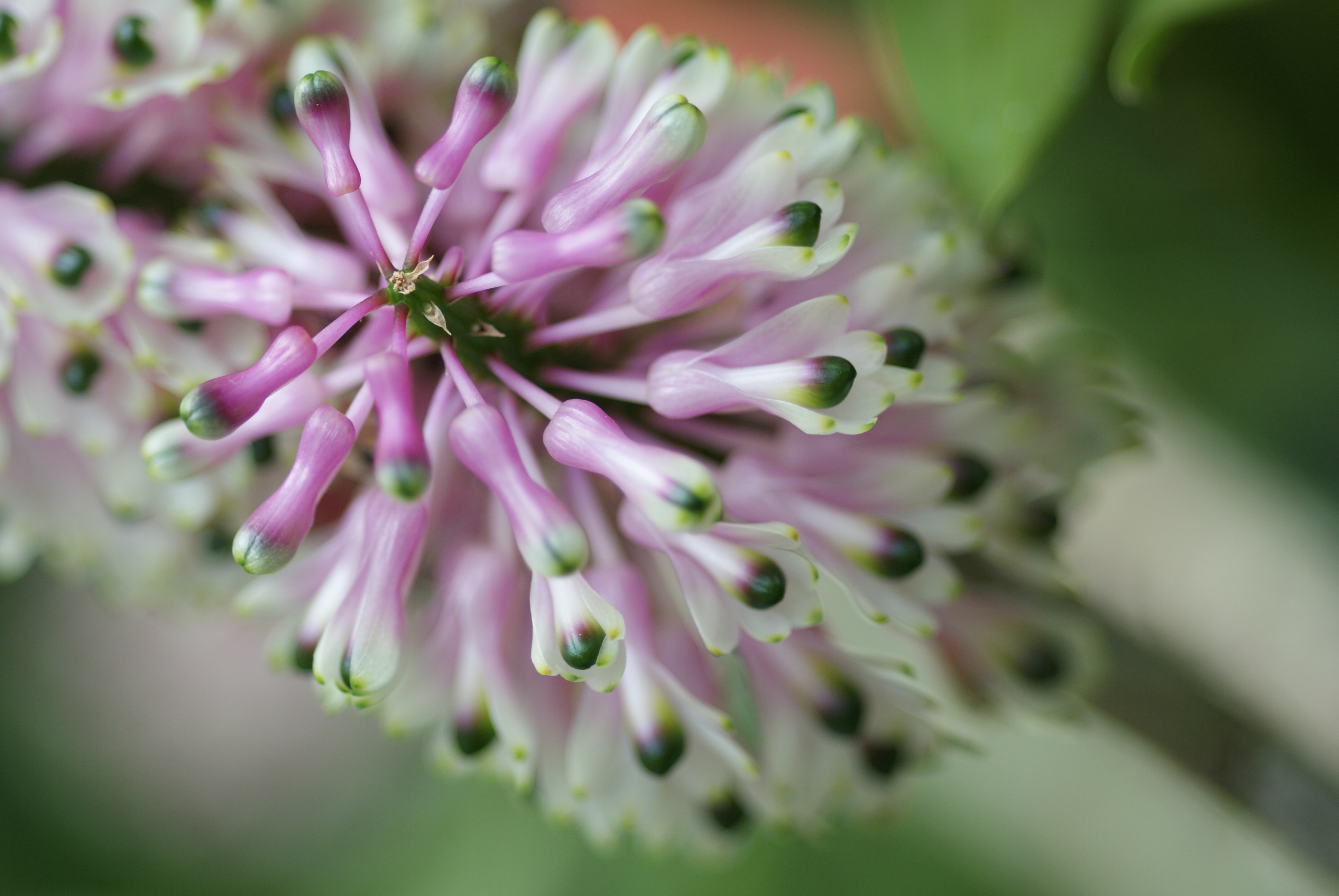